# すばらしい新世界
『すばらしい新世界』（すばらしいしんせかい、Brave New World）は、オルダス・ハクスリーが1932年に発表したディストピア小説である。機械文明の発達による繁栄を享受する人間が、自らの尊厳を見失うその恐るべきディストピアの姿を、諧謔と皮肉の文体でリアルに描いた文明論的SF小説であり、描写の極端さが（多くのSF小説にあるように）きわめて諧謔的であるため、悲観的なトーンにもかかわらず、皮肉めいたおかしみが漂っている。ジョージ・オーウェルの『1984年』とともにアンチ・ユートピア小説の傑作として挙げられることが多い。
ハクスリーによる1962年の『島』は、逆にユートピアを描いている。

## 本作について
本作は技術官僚主義による地獄を描いており、その30年後の小説1962年の『島』では手作り的なユートピアを描いている。
登場人物にはマルクス、レーニナ、モンド、モルガンといった官僚主義、経済、テクノロジーに関連した有名人の名が付けられている。また、人工子宮で胎児を育てる話などJ・B・S・ホールデンの『ダイダロス、あるいは科学と未来』（1923年）の影響を受けている。
作品のタイトルは、シェイクスピアの戯曲『テンペスト』に登場するミランダの台詞「O brave new world」第5幕第1場の引用である。
1980年と1998年に2度テレビ映画化されている。
2020年にはストリーミング・サービスPeacockによってテレビドラマシリーズ化されたが、ファーストシーズンで打ち切りとなった。

## 作品世界
西暦2049年に「九年戦争」と呼ばれる最終戦争が勃発し、その戦争が終結した後、全世界から暴力をなくすため、安定至上主義の世界が形成された。その過程で文化人は絶滅し、それ以前の歴史や宗教は抹殺され、世界統制官と呼ばれる10人の統治者による『世界統制官評議会』によって支配されている。この世界では、大量生産・大量消費が是とされており、キリスト教の神やイエス・キリストに代わって、T型フォードの大量生産で名を馳せた自動車王フォードが神（預言者）として崇められている。そのため、胸で十字を切るかわりにT字を切り、西暦に代わってT型フォードが発売された1908年を元年とした「フォード紀元」が採用されている。
人間は受精卵の段階から培養ビンの中で「製造」され「選別」され、階級ごとに体格も知能も決定される。また、あらゆる予防接種を受けているため病気になる事は無く、60歳ぐらいで死ぬまで、ずっと老いずに若い。ビンから出て「出生」した後も、睡眠時教育で自らの「階級」と「環境」に全く疑問を持たないように教え込まれ、人々は生活に完全に満足している。不快な気分になったときは、「ソーマ」と呼ばれる薬で「楽しい気分」になる。人々は、激情に駆られることなく、常に安定した精神状態である。そのため、社会は完全に安定している。ビンから出てくるので、家族はなく、結婚は否定され、人々は常に一緒に過ごして孤独を感じることはない。隠し事もなく、嫉妬もなく、誰もが他のみんなのために働いている。一見したところではまさに楽園であり、「すばらしい世界」である。

## あらすじ
小説は、フォード紀元（AF）632年（グレゴリオ暦では西暦2540年）のワールド・ステートのロンドンから始まる。この社会では、市民は人工子宮で育てられ、幼少期からの洗脳教育によって、知能と労働に基づいた階級（またはカースト）に分類される。孵化場で働くレニーナ・クラウンは人気があり、性的にも魅力的だが、心理学者のバーナード・マルクスはそうではない。彼は自分の高い階級の平均的な体格よりも背が低く、そのことが劣等感を生み出している。また、彼の仕事である睡眠学習の研究を通じて、社会が市民を平穏に保つための方法——人々が常に幸福感を得られる鎮静作用のある薬「ソーマ」の消費を含む——を理解し、それに反発している。大胆にも、公然と批判を口にするため、上司は彼をアイスランドへ追放することを検討する。バーナードの唯一の友人はヘルムホルツ・ワトソンという才能ある作家で、痛みのない社会において創造的に才能を発揮することの難しさを感じている。
バーナードはレニーナとともに、ワールド・ステートの外にあるニューメキシコの「未開人保留地」へ休暇旅行に出る。そこで二人は初めて自然出産による人間、病気、老化現象、異なる言語、宗教的な生活を目の当たりにする。村の文化は、かつてのアナサジ族の子孫である現代のネイティブ・アメリカンの諸部族、ホピ族やズニ族のプエブロといった文化に類似している。バーナードとレニーナは、暴力的な公開儀式を目撃した後、リンダという女性に出会う。彼女はもともとワールド・ステートの出身であったが、現在は息子のジョンとともに保留地で暮らしていた。リンダはかつて旅行でこの保留地を訪れた際、仲間とはぐれてしまい、取り残されたのだった。その間に、同じく旅行者だった男性（実はバーナードの上司である孵化・条件付けセンター長）との間に子を宿していた。しかし、妊娠を恥じてワールド・ステートに戻ることはしなかった。ジョンは保留地で生まれ育ったが、村人たちには決して受け入れられず、リンダとともに辛く厳しい生活を送っていた。リンダは彼に読み書きを教えたが、彼女の唯一の所持品である科学書と、ポペという男が近くで見つけたもう一冊の本——シェイクスピア全集——を使っていた。村人たちから疎外されていたジョンは、シェイクスピアの戯曲の言葉を通じてしか自分の感情を表現できず、『テンペスト』『リア王』『オセロ』『ロミオとジュリエット』『ハムレット』などの台詞をしばしば引用していた。リンダは今になってロンドンへ戻りたいと願い、ジョンもまた、母がしばしば称賛していた「素晴らしき新世界」を見てみたいと望む。バーナードはこれを利用し、自身の追放計画を阻止する手段として、リンダとジョンを連れて帰る許可を得る。ロンドンへ戻ると、ジョンは孵化・条件付けセンター長に対して「お父さん」と呼びかける。これはワールド・ステートでは極めて下品な表現であり、周囲の人々は大爆笑する。センター長は恥辱に耐えきれず、バーナードを追放する前に辞職してしまう。
バーナードは「野蛮人」ジョンの「監督者」として、今や有名人として扱われ、社会の最上層の人々からべた褒めされ、かつて軽蔑していた注目を楽しんでいる。しかし、バーナードの人気は一時的なもので、ジョンが本当に心を通わせるのは文学的な志向を持つヘルムホルツだけだと知り、彼は嫉妬心を抱く。醜く友達もいないリンダは、長い間欲していたソーマを使い続けて時間を過ごしている一方、ジョンはバーナードが主催する社交イベントには参加せず、彼が考える空虚な社会に嫌悪感を抱いている。レニーナとジョンは身体的には惹かれ合うが、ジョンの恋愛観や求愛観はシェイクスピアの著作に基づいており、レニーナの自由奔放な性に対する態度とは全く合わない。レニーナは彼を誘惑しようとするが、ジョンは彼女を攻撃してしまう。そして突然、母親が臨終の床にあると知らされ、ジョンは急いでリンダの元へ駆けつける。この行動はスキャンダルとなり、これは「死」に対する「正しい」態度ではないとされる。病室に入ってきた子どもたちがジョンに対して無礼に振舞い、彼は一人を物理的に攻撃する。その後、下層階級の人々にソーマを配布しようとするのを阻止しようとし、「私はあなたたちを解放しているのだ」と叫ぶ。ヘルムホルツとバーナードは暴動を止めるために駆けつけ、警察は群衆にソーマの蒸気を撒いて鎮圧する。
バーナード、ヘルムホルツ、ジョンは全員、西欧の「世界管理者」ムスタファ・モンドの前に連行される。モンドはバーナードとヘルムホルツに、反社会的な活動を理由に島へ追放すると告げる。バーナードは二度目のチャンスを願うが、ヘルムホルツは真の個人であることを歓迎し、作家としてのインスピレーションを得るために悪天候の多いフォークランド諸島を行き先として選ぶ。モンドはヘルムホルツに、追放が実際には報酬であることを伝える。追放される島々には、ワールド・ステートの社会モデルに適合しなかった最も興味深い人々が住んでいるという。モンドはジョンに現在の社会が成立するまでの経緯と、カースト制度や社会的統制の必要性を説明する。ジョンはモンドの論理を拒絶し、モンドはジョンの意見を「ジョンは不幸である権利を要求している」と要約する。ジョンは自分も島に行けるかと尋ねるが、モンドはそれを拒否し、ジョンがこれからどうなるのかを見届けたいと言う。
新しい生活に飽きたジョンは、プットナムの村近くの廃墟となった丘の上の灯台に移り、文明から自らを浄化するために孤独な禁欲的な生活を送ることを決意し、自分を鞭打つ修行を始める。この行動は報道陣を引き寄せ、最終的には数百人の驚いた見物人たちが集まり、ジョンの奇異な行動を見物しようとする。
しばらくの間、他の娯楽に注意が引かれてジョンは一人でいられるように見えたが、ドキュメンタリー作家が遠くからジョンの鞭打ちの様子を密かに撮影しており、そのドキュメンタリーが公開されると、国際的なセンセーションを引き起こす。ヘリコプターが到着し、さらに多くのジャーナリストが集まる。群衆はジョンの隠れ家に押し寄せ、彼に鞭打ちの儀式を見せるように要求する。ヘリコプターから若い女性が降りてくるが、その人物がレニーナであることが示唆される。ジョンは愛しながらも嫌悪している女性を目にし、怒りに駆られて彼女を鞭打ち、次に自分自身に鞭を打って群衆を興奮させる。群衆の狂気じみた行動は、ソーマによって引き起こされた乱痴気騒ぎに変わる。翌朝、ジョンは地面で目を覚まし、オーギーに参加したことを悔い、後悔の念に駆られる。
その晩、ヘリコプターの群が地平線に現れ、昨晩の乱痴気騒ぎの話がすべての新聞に載っていた。最初に到着した見物人や報道陣は、ジョンが死んでいるのを発見する。彼は首を吊っていた。

## 登場人物
バーナード・マルクス（Bernard Marx）
中央ロンドンの孵化場および条件付けセンターで睡眠学習の専門家を務めている。バーナードはアルファ・プラス（社会の上流階級）に属しているが、社会に適応できていない。彼はアルファにしては異常に背が低く、彼の血液大体物質にアルコールが流出するという事故が、彼の容姿を少し未発達にしてしまったとされている。バーナードは他のユートピア的な人々とは異なり、しばしば怒り、恨み、嫉妬を抱いている。また、時折臆病で偽善的でもある。彼の条件付けは明らかに不完全で、共同体スポーツ、連帯サービス、または乱交のようなセックスを楽しむことができない。ソーマを特に楽しむわけでもない。バーナードはレニーナに恋をしており、彼女が他の男たちと寝るのが気に入らないが、"みんなはみんなのもの"という社会の理論には逆らえない。バーナードが予約地から「野蛮人」ジョンを連れてユートピア文明に凱旋することで、彼を追放しようとしていた所長の失脚が始まる。バーナードの栄光は長く続かず、最終的には彼の非従順な行動が原因で島に追放されることになる。
ヘルムホルツ・ワトソン（Helmholtz Watson）
感情工学大学創作学部のハンサムで成功したアルファ・プラスの講師で、バーナードの友人である。彼は終わりのないプロパガンダ文学を書いていることに満足しておらず、世界国家の息苦しい同調圧力や俗物的な文化に不安を感じている。ヘルムホルツは最終的に、孤独の美徳についての異端的な詩を学生に朗読し、リンダの死後、ジョンと共にデルタの人々のソーマの配給を破壊したことが原因でフォークランド諸島に追放される。バーナードとは異なり、彼は追放を冷静に受け入れ、それを自分の執筆にインスピレーションを得るための機会と考えるようになる。彼の名前は、ドイツの物理学者ヘルマン・フォン・ヘルムホルツに由来している。
レーニナ・クラウン（Lenina Crowne）
レニーナ・クラウンは、中央ロンドンの孵化場と調整センターで働く若く美しい胎児技師（保育士）である。階級はベータ（中級階級）で、ベータであることを楽しんでいる。彼女は予防接種の仕事をしており、世界国家の市民としての信念や価値観を持っている。彼女は、フリーマーチン（不妊の女性）ではない30％の女性人口の一員である。レニーナは性的な関係を多くの男性と持つことで人気があるが、社会の中では少し風変わりな存在である。彼女はヘンリー・フォスターと4か月間関係を持ち、その期間中は彼以外の誰とも関係を持たないことを選んだ。基本的には幸せでよく条件付けされており、ソーマを使って好ましくない感情を抑えることも多い。レニーナはバーナードとのデートを控え、彼に対してあいまいな感情を抱きつつ、彼と一緒に保留地へ行く。文明社会に戻った後、彼女はジョンを誘惑しようとするが、うまくいかない。ジョンはレニーナを愛し、欲望を抱くが、彼女の積極的な態度と婚前交渉の可能性に嫌悪感を抱き、「生意気な娼婦」として彼女を拒絶する。レニーナは灯台にいるジョンを訪ねるが、彼に鞭で攻撃され、無意識のうちに周囲の人々に同じようにするよう促してしまう。彼女のその後の運命は明確には描かれていない。
ジョン・サヴェジ（John the Savage）
ジョンは、孵化場および条件付けセンターの所長とリンダの間に生まれた不義の息子で、リンダが誤って恋人に置き去りにされて以来、野蛮人予約地（「マルパイス」）で育てられた。ジョン（「野蛮人」または「ミスター・サヴェージ」と呼ばれることが多い）は、保留地の外部者であり、そこでの住民たちは結婚、自然出産、家族生活、宗教を今なお実践している。また、安定と幸福を基盤とするいわゆる文明化された世界国家においても外部者である。ジョンは、ウィリアム・シェイクスピアの全作品を読んでおり、それを広範囲に引用し、大部分は適切に引用しているが、彼が「すばらしい新世界」（Brave New World）（『テンペスト』のミランダの言葉）の言及をする際、その言葉は物語が進むにつれて、暗く苦々しい皮肉な響きを帯びることとなる。ジョンは、シェイクスピアとマルパイスでの生活によって教えられた道徳観に基づいて強い道徳感を持っているが、同時に非常に無邪気でもある。彼の見解は、世界国家市民の催眠教育メッセージと同様に、彼自身の意識に取り入れられたものである。マルパイスの男性たちの戒めは彼に母親を売春婦として見るよう教えたが、彼はその同じ男たちが神聖な一夫一婦制の誓いにもかかわらず、母親を繰り返し性交渉の相手として求めたことを理解できない。マルパイスで歓迎されなかったため、ジョンはロンドンに戻る招待を受け入れ、最初は世界国家の快適さに驚く。しかし彼は、詩の中にしか存在しない価値観に固執し続ける。彼は最初、レニーナをシェイクスピア的理想に応えられなかったことで拒絶し、次にユートピア社会全体を拒絶する。彼は、その技術的な驚異や消費主義は、個人の自由、人間の尊厳、そして個人的な誠実さの代替にはならないと主張する。母親の死後、彼は深い悲しみに打ちひしがれ、病院で見物人たちを驚かせる。次に彼は社会から身を引き、「罪」（欲望）から自分を浄化しようと試みるが、うまくいかない。彼の異常な行動は最終的に報道陣の注目を集め、さらに多くの人々がヘリコプターで到着し、その行動に怒りを覚える。興奮した群衆は彼の怒りに触発され、乱痴気騒ぎを始め、ジョンはそれに参加せずにはいられなかった。翌朝目を覚ましたジョンは自分の行動に驚愕し、ついには自ら命を絶つ。
所長（The Director）
中央ロンドン孵化・条件づけセンターの所長でバーナードの上司。名前はトマス(リンダは彼をトマキンと呼ぶ)。バーナードを疎んじてアイスランドのセンターへ左遷しようとしたが、本人も知らなかった息子ジョンの存在と「父親」になったことを暴露され、失脚。その後の行方は不明。
リンダ（Linda）
ジョンの母親。ベータ・マイナス階級だったが、若い時に所長と蛮人保存地区へ出かけ、一人はぐれた挙句、避妊処理ができなかったことで彼の子供を身篭ってしまった。そのため、保存地区から出られず、しかしインディアンの生活に適応することもできず、年老いてすっかり醜くなった。
ムスタファ・モンド（Mustapha Mond）
西ヨーロッパの世界国家統治者であり「フォード殿下」と呼ばれている。世界国家の10のゾーンの一つを統治しており、これは壊滅的な「九年戦争」と大経済崩壊の後に設立された世界政府である。洗練され、親切な性格のモンドは、世界国家とその「共同体、アイデンティティ、安定」という精神の熱心な支持者であり、非常に知的で都会的な人物である。小説の登場人物の中で、彼は自らが監督する社会の性質と、その社会が達成するために何を犠牲にしたのかを正確に認識している唯一の人物である。モンドは、社会全体の幸福を最大化するという究極の功利主義的目標を達成するためには、芸術、文学、科学的自由を犠牲にしなければならないと主張する。彼はカースト制度、行動調整、そして世界国家における個人の自由の欠如を擁護し、これらは社会的安定という最も重要な社会的美徳を達成するために支払うべき対価であると述べている。

## 用語
階級（カースト制度）
大きく分けてアルファ・ベータ・ガンマ・デルタ・エプシロンに分けられる。またそれぞれの階級にプラス・マイナスの区別が存在する。階級ごとに着用できる服の色が異なり、階級ごとに就ける職業が定められている。
アルファ(α)、ベータ(β)
知識人、指導者階級。ボカノフスキー法を使わず、一つの受精卵から製造される(生まれる)。顔やスタイルは美形が多く、知的な教育を受けているのでジャーナリストや政府省庁の職員、大学教授などの職業に就いている人間が多い。
ガンマ(γ)、デルタ(δ)、エプシロン(ε)
労働者階級。ボカノフスキー法を使い製造される。下の階級に生まれた人間ほど、背が低かったり、鼻がつぶれていたりと容姿がひどくなっていく。さらに階級が下の赤ん坊は、育てる段階から、わざと酸素を送る量を減らしたり、血液にアルコールを混入するなどをして、知能や身体機能を意図的に下げられる。成長中の睡眠教育の段階でもアルファ・ベータ階級とは違う内容の教育がされ、エプシロン階級では延々と労働をしても疑問に思わないように教育を行う。
ボカノフスキー法
一つの受精卵から大量の子供を作る方法。プフィッツナーとカワグチという2人の人物によって発見された理論とされている。一つの受精卵から96人までの人間が製造可能。安定した社会の維持のためにはボカノフスキー法による人口の維持は必要不可欠となっている。
睡眠教育法
睡眠時に同じ言葉を繰り返し語りかけることによって行われる教育。この教育方法により階級制度・社会の倫理観などが寝ている間に教育される。基本的にこのとき教育された内容は一生涯忘れることはないとされる。九年戦争以前のポーランドではこの睡眠教育法の実験が行われていたが、効果は今ひとつで普及しなかったという。
九年戦争
フォード紀元141年（2049年）に始まったとされる最終戦争。大量の生物化学兵器や大量の爆弾が使われ、世界のあらゆるものが破壊され世界経済は崩壊した。戦争終結後に消費活動の強制政策（国民に毎年一定のものを必ず消費させるノルマ）が取られ、その過程で文化人による『良心的消費拒否運動』が行われたものの、マスタードガスや機関銃などですべて殺されたとされる。その後、当時の大統領は武力では何も変えられないと結論に達し、武力を廃止しそれと同時にフォード紀元の採用と戦争中破壊されずに残っていた博物館（大英博物館など）や歴史的建造物（ピラミッドなど）といった文化的な遺産はすべて閉鎖され爆破された。
ソーマ
安定した社会を維持するための要素の一つ。二日酔いなどの副作用のあるアルコール飲料の代わりとして、フォード紀元178年（2086年）に2000人の化学者に研究助成金が支給され、開発された副作用のない麻薬。アルコールとキリスト教の長所のみを融合させ、宗教的陶酔感と幸福感と幻覚作用をもたらす。アルファ階級からエプシロン階級までのすべての人間が日常的に使用している。名前はヴェーダに登場する伝説の飲み物から。
蛮人保存地区
ニュー・メキシコにある、インディアンが昔ながらの生活をそのまま続けている地区。人口は約6万人。保存地区は電気の流れた鉄線で覆われており、地上からでは出入りができないようになっている。そのためこの地区に出入りするためには航空機を使った空路でしか入ることができない。

## 日本語訳
訳題は、渡邉二三郎による初訳のみ「みごとな新世界」で、以後は全て「すばらしい新世界」。
- 『みごとな新世界』渡邉二三郎 訳、改造社、1933年6月。 NCID BA46194634。
- 「すばらしい新世界」『すばらしい新世界 ショコンダの微笑 小アルキメデス スペンサー伯父さん』松村達雄・土井治 共訳、三笠書房〈三笠版現代世界文学全集 第14〉、1954年。 NCID BN05633112。
- 「すばらしい新世界」『すばらしい新世界・一九八四年』松村達雄 訳、早川書房〈21世紀の文学 世界SF全集 第10巻〉、1968年10月。 NCID BN03888440。
  - 『すばらしい新世界』松村達雄 訳、講談社〈講談社文庫〉、1974年11月27日。ISBN 978-4-0613-7001-2。
- 『すばらしい新世界』高畠文夫 訳、角川書店〈角川文庫〉、1971年。
- 『すばらしい新世界』黒原敏行 訳、光文社〈光文社古典新訳文庫〉、2013年。ISBN 978-4-3347-5272-9。
- 『すばらしい新世界』大森望 訳（新訳版）、早川書房〈ハヤカワepi文庫〉、2017年。ISBN 978-4-1512-0086-1。